# Batteri Gram-negativi

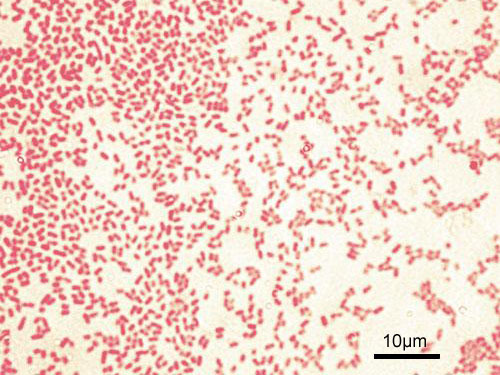
Batteri Gram-negativi: colonia di Pseudomonas aeruginosa

Si definiscono Gram-negativi quei batteri che rimangono colorati di rosa dopo aver subìto la colorazione di Gram. Si contrappongono ai batteri Gram-positivi, che invece rimangono colorati in blu-violetto all'inizio del procedimento di Gram.
Questa distinzione è utile per distinguere i batteri in base alla loro minore o maggiore resistenza agli antibiotici.

## Colorazione di Gram
Suddividere i batteri in funzione della colorazione che presentano dopo essere stati soggetti al metodo di Gram è il modo più utilizzato per distinguere i batteri, anche se ciò non comporta alcun grado di parentela tra le diverse specie batteriche.
I Gram-negativi si contraddistinguono, come detto, perché non mantengono la colorazione dopo il trattamento con il metodo di Gram. Dapprima trattate con cristalvioletto, le colture batteriche vengono lavate con un mordenzante, il liquido di Lugol. Poi si utilizza un decolorante, per esempio alcol etilico. Se i batteri, dapprima colorati di viola o blu, dopo trattamento con decolorante perdono la colorazione, allora vengono definiti Gram-negativi. Ciò è dovuto al fatto che i Gram-negativi possiedono una sottile parete cellulare, costituita per non più del 5% da peptidoglicano (a differenza dei Gram-positivi dove il peptidoglicano rappresenta circa il 50-90% della parete stessa) che permette al colorante di penetrare e colorare la cellula, permettendo di seguito anche al decolorante di penetrare e decolorare la cellula. È questa sostanzialmente la differenza più grande che caratterizza e differenzia i Gram-positivi dai Gram-negativi.

## Parete cellulare

Struttura della parete cellulare di un Gram negativo

La parete cellulare dei Gram-negativi è più complessa di quella dei Gram-positivi. Il peptidoglicano rappresenta solo il 5% della totalità della parete, mentre la parte più consistente è formata dalla membrana esterna.
Osservando come in generale i batteri Gram-negativi siano maggiormente resistenti alle sostanze antibiotiche, è stato ipotizzato che la parete cellulare dei Gram-positivi si sia evoluta in quella dei Gram-negativi come meccanismo protettivo favorito dalla selezione naturale.

### Peptidoglicano
È composto da due derivati polisaccaridici, la N-acetilglucosamina e l'acido N-acetilmuramico, e da un tetrapeptide. La struttura è simile a quella dei Gram-positivi, con la differenza che il peptidoglicano dei Gram-negativi è monostratificato, poiché i legami crociati tra i tetrapeptidi sono di numero inferiore. Il peptidoglicano è ancorato alla membrana esterna tramite le lipoproteine.

### Membrana esterna
La membrana esterna (ME) è formata da un doppio strato asimmetrico composto da fosfolipidi sul versante interno e lipopolisaccaridi sul versante esterno. La membrana esterna rappresenta la prima barriera per il passaggio delle sostanze, compresi i farmaci. Alla membrana si ancorano altre strutture come il lipopolisaccaride, e le proteine di membrana, come le porine, che hanno un ruolo fondamentale nella secrezione-assorbimento delle sostanze. Lo spazio fra membrana interna e membrana esterna è detto spazio periplasmatico.

### Lipopolisaccaride
Il lipopolisaccaride è l'endotossina batterica, ed è composto da tre parti fondamentali: il lipide A, il core e l'antigene O. Il lipide A è la parte tossica del lipopolisaccaride, ed è costituito da acidi grassi uniti a un disaccaride di glucosamina. La parte lipidica si collega alla parte saccaridica tramite il core, costituito da KDO (acido 2-keto-3-deossiottonico) e zuccheri. La parte più esterna è l'antigene O, costituito da catene di zuccheri ripetuti specifiche per ogni specie batterica.

## Esempi di batteri Gram-negativi
- Dichelobacter nodosus (patogeno zoologico)
- Famiglia delle Campylobacteraceae
  - Genere Campylobacter
    - Specie Campylobacter coli
    - Specie Campylobacter concisus
    - Specie Campylobacter jejuni
    - Specie Campylobacter C. rectus

  - Genere Arcobacter
    - Specie Arcobacter butzleri
    - Specie Arcobacter cryaerophilus
- Famiglia dei Enterobacteriaceae :
  - Genere Citrobacter
    - Specie Citrobacter amalonaticus
    - Specie Citrobacter braakii
    - Specie Citrobacter farmeri
    - Specie Citrobacter freundii
    - Specie Citrobacter gillenii
    - Specie Citrobacter koseri

  - Genere Enterobacter
    - Specie Enterobacter aerogenes
    - Specie Enterobacter agglomerans
    - Specie Enterobacter cloacae
    - Specie Enterobacter cowanii
    - Specie Enterobacter gergoviae

  - Genere Escherichia
    - Specie Escherichia coli

  - Genere Klebsiella
  - Genere Morganella
    - Specie Morganella morganii

  - Genere Proteus
    - Specie Proteus vulgaris
    - Specie Proteus mirabilis

  - Genere Shigella
    - Specie Shigella dysenteriae (responsabile della dissenteria bacillare)

  - Genere Salmonella
    - Specie Salmonella typhi (responsabile della febbre tifoide)

  - Genere Yersinia
    - Specie Yersinia pestis (responsabile della peste)
    - Specie Yersinia pseudotuberculosis
    - Specie Yersinia enterocolitica

  - Specie Serratia marcescens
    - Specie Aerobacter aerogenes
    - Specie Enterobacter sakazakii
- Famiglia delle Moraxellaceae
  - Genere Acinetobacter
    - Specie Acinetobacter baumannii
    - Specie Acinetobacter beijerinckii
    - Specie Acinetobacter bereziniae
    - Specie Acinetobacter boissieri

  - Genere Moraxella
    - Specie Moraxella catarrhalis (sinonimo Branhamella catarrhalis)
- Famiglia dei Neisseriaceae
  - Genere Neisseria
    - Specie Neisseria meningitidis (tra i responsabili della meningite batterica)
- Famiglia delle Pasteurellaceae :
  - Genere Haemophilus
    - Specie Haemophilus influenzae

  - Genere Pasteurella
    - Specie Pasteurella multocida
- Famiglia dei Pseudomonadaceae:
  - Genere Pseudomonas
    - Specie Pseudomonas aeruginosa
- Famiglia dei Vibrionaceae :
  - Genere Vibrio
    - Specie Vibrio cholerae (responsabile del colera)
    - Specie Vibrio fischeri
    - Specie Stenotrophomonas maltophilia